# 吳賢二
吳賢二，中華民國（台灣）政治人物，曾代表中國國民黨在台灣省第四選區（雲嘉嘉南南）當選為第一屆第四次增額立法委員，間隔一屆後又於台灣省第九選區（雲林縣）當選為第一屆第六次增額立法委員。